# Шелбі (округ, Техас)
Шаблон:StateAbbr_ 31°47′ пн. ш. 94°08′ зх. д. / 31.79° пн. ш. 94.14° зх. д.
Округ  Шелбі (англ. Shelby County) — округ (графство) у штаті  Техас, США. Ідентифікатор округу 48419.

## Історія
Округ утворений 1837 року.

## Демографія
За даними перепису 2000 року загальне населення округу становило 25224 осіб, зокрема міського населення було 5770, а сільського — 19454. Серед мешканців округу чоловіків було 12113, а жінок — 13111. В окрузі було 9595 домогосподарств, 6907 родин, які мешкали в 11955 будинках. Середній розмір родини становив 3,08.
Віковий розподіл населення поданий у таблиці:
| Стать    | До 15 років | 15-21 | 22-29 | 30-39 | 40-49 | 50-65 | 65-85 | Понад 85 |
| -------- | ----------- | ----- | ----- | ----- | ----- | ----- | ----- | -------- |
| Чоловіки | 2803        | 1257  | 1166  | 1650  | 1669  | 1898  | 1511  | 159      |
| Жінки    | 2765        | 1204  | 1269  | 1579  | 1695  | 2088  | 2110  | 401      |

## Суміжні округи
- Панола — північ
- Де-Сото, Луїзіана — північний схід
- Сабін, Луїзіана — схід
- Сабін — південь
- Сан-Августин — південь
- Накодочес — південний захід
- Раск — північний захід

## Виноски
1. ↑  U.S. Decennial Census. United States Census Bureau. Архів оригіналу за 19 липня 2018. Процитовано 10 травня 2015.
2. ↑  Texas Almanac: Population History of Counties from 1850–2010 (PDF). Texas Almanac. Архів оригіналу (PDF) за 26 лютого 2015. Процитовано 10 травня 2015.
3. ↑  State & County QuickFacts. United States Census Bureau. Архів оригіналу за 25 лютого 2016. Процитовано 24 грудня 2013. [Архівовано 2011-10-18 у Wayback Machine.](англ.) Наведено за англійською вікіпедією.
4. ↑  American FactFinder. Бюро перепису населення США. Архів оригіналу за 26 лютого 2012. Процитовано 31 січня 2008. [Архівовано 2008-05-21 у Wayback Machine.]

| США | Це незавершена стаття з географії США. Ви можете допомогти проєкту, виправивши або дописавши її. |